# Shargacucullia scrophulariae
Cucullie de la scrofulaire
Espèce
La Cucullie de la scrofulaire ou Cucullie des scrofulaires (Shargacucullia scrophulariae ou Cucullia scrophulariae) est une espèce de lépidoptères (papillons) de la famille des Noctuidae et de la sous-famille des Cuculliinae.

## Systématique
Cette espèce a été décrite par les entomologistes autrichiens Johann Nepomuk Cosmas Michael Denis et Ignaz Schiffermüller en 1775, sous le nom initial de Noctua scrophulariae. La localité type est la région  de Vienne.
Elle a été longtemps classée dans le genre Cucullia, puis elle a été reclassée dans le genre Shargacucullia (plus précisément dans son sous-genre Shargacucullia).
Actuellement, les deux combinaisons Shargacucullia scrophulariae ou Cucullia scrophulariae sont employées en fonctions des auteurs.

### Synonymie
- Noctua scrophulariae Denis & Schiffermüller, 1775 — protonyme
- Cucullia lychnitis var. rivulorum Guenée, 1852[3]

## Morphologie

### Imago
D'une envergure de 44 à 50 mm, ce papillon est très difficile à distinguer de la Cucullie du bouillon blanc (Shargacucullia verbasci), si ce n'est par l'examen des organes génitaux.

### Chenille

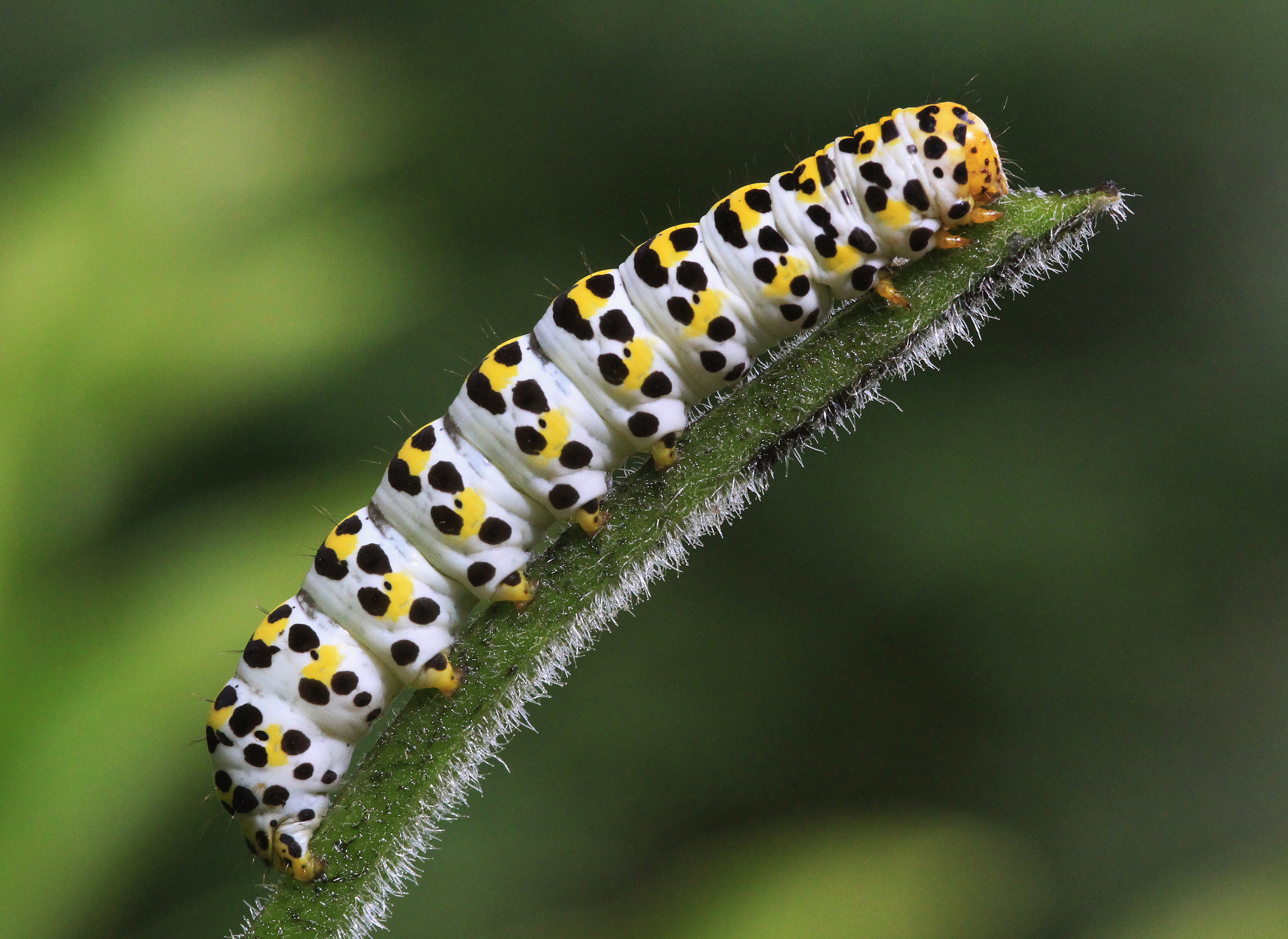
Chenille mature de Cucullie de la scrofulaire

## Distribution et biologie
L'espèce occupe une grande partie de l'Europe jusqu'à la Turquie ; elle est répandue en France où l'imago vole de mai à juillet en une génération.
Les plantes hôtes de la chenille sont diverses espèces de scrofulaires (genre Scrophularia) et parfois des espèces de molènes (genre Verbascum). Les chenilles atteignant 50 mm de long avant la nymphose, sont bien visibles de juin à août-septembre lorsqu'elles se nourrissent.